# Joegoslavië op de Olympische Winterspelen 1964
Tijdens de Olympische Winterspelen van 1964, die in Innsbruck (Oostenrijk) werden gehouden, nam Joegoslavië voor de zevende keer deel.

## Deelnemers en resultaten

### Alpineskiën
| Olympiër         | Discipline       | Resultaat | Prestatie                           |
| ---------------- | ---------------- | --------- | ----------------------------------- |
| Frederik Deticek | afdaling (m)     | 51e       | 2.36,54 (+18,38)                    |
| Frederik Deticek | reuzenslalom (m) | 50e       | 2.11,76 (+25,05)                    |
| Frederik Deticek | slalom (m)       | dnq       | niet geplaatst voor finalewedstrijd |
| Andrej Klinar    | afdaling (m)     | 55e       | 2.39,79 (+21,63)                    |
| Andrej Klinar    | reuzenslalom (m) | 45e       | 2.10,18 (+23,47)                    |
| Andrej Klinar    | slalom (m)       | dnq       | niet geplaatst voor finalewedstrijd |
| Peter Lakota     | afdaling (m)     | 29e       | 2.27,82 (+9,66)                     |
| Peter Lakota     | reuzenslalom (m) | 33e       | 2.00,98 (+14,27)                    |
| Peter Lakota     | slalom (m)       | 32e       | 2.26,24 (+15,11) 1.18,59+1.07,65    |
| Oto Pustoslemšek | afdaling (m)     | 62e       | 2.44,77 (+26,61)                    |
| Oto Pustoslemšek | reuzenslalom (m) | 67e       | 2.22,46 (+35,75)                    |
| Oto Pustoslemšek | slalom (m)       | dnq       | niet geplaatst voor finalewedstrijd |
|                  |                  |           |                                     |
| Majda Ankele     | afdaling (v)     | 33e       | 2.04,46 (+9,07)                     |
| Majda Ankele     | reuzenslalom (v) | 25e       | 2.01,81 (+9,57)                     |
| Majda Ankele     | slalom (v)       | 23e       | 1.50,98 (+21,12) 59,44+51,54        |
| Krista Fanedl    | afdaling (v)     | 31e       | 2.04,22 (+8,83)                     |
| Krista Fanedl    | reuzenslalom (v) | 37e       | 2.10,76 (+18,52)                    |
| Krista Fanedl    | slalom (v)       | dq-1      | diskwalificatie run 1               |

### Langlaufen
| Olympiër                                             | Discipline            | Resultaat | Prestatie                                                    |
| ---------------------------------------------------- | --------------------- | --------- | ------------------------------------------------------------ |
| Mirko Bavče                                          | 15 km (m)             | dnf       | opgave                                                       |
| Janko Kobentar                                       | 15 km (m)             | 60e       | 1:01.14,6 (+10.20,5)                                         |
| Janko Kobentar                                       | 30 km (m)             | 50e       | 1:45.04,7 (+14.14,0)                                         |
| Cveto Pavčič                                         | 15 km (m)             | 50e       | 58.21,0 (+7.26,9)                                            |
| Cveto Pavčič                                         | 30 km (m)             | 44e       | 1:42.44,0 (+11.53,3)                                         |
| Roman Seljak                                         | 15 km (m)             | 46e       | 57.30,0 (+6.35,9)                                            |
| Roman Seljak                                         | 30 km (m)             | 45e       | 1:42.44,4 (+11.53,7)                                         |
| Roman Seljak Mirko Bavče Janko Kobentar Cveto Pavčič | 4x10 km estafette (m) | 12e       | 2:37.30,6 (+18.56,0) (39.43,1 / 39.41,6 / 39.38,5 / 38.27,4) |

### Schansspringen
| Olympiër    | Discipline         | Resultaat | Prestatie                                              |
| ----------- | ------------------ | --------- | ------------------------------------------------------ |
| Peter Eržen | normale schans (m) | 50e       | 174,3 punten 89,9 (70,5 m)+58,5 (71,0 m)+84,4 (67,5 m) |
| Peter Eržen | grote schans (m)   | 39e       | 181,4 punten 93,0 (84,0 m)+84,9 (75,5 m)+88,4 (74,0 m) |
| Božo Jemc   | normale schans (m) | 49e       | 176,3 punten 89,8 (70,0 m)+81,1 (66,5 m)+86,5 (68,0 m) |
| Božo Jemc   | grote schans (m)   | 40e       | 180,9 punten 89,6 (82,0 m)+91,3 (79,5 m)+84,9 (73,0 m) |
| Miro Oman   | normale schans (m) | 47e       | 180,9 punten 93,3 (70,0 m)+87,6 (69,0 m)+84,9 (65,0 m) |
| Miro Oman   | grote schans (m)   | 36e       | 185,5 punten 89,4 (80,5 m)+92,2 (79,0 m)+93,3 (76,0 m) |
| Ludvik Zajc | normale schans (m) | 39e       | 191,2 punten 95,6 (72,5 m)+93,5 (72,0 m)+95,6 (72,0 m) |
| Ludvik Zajc | grote schans (m)   | 42e       | 180,1 punten 91,5 (84,0 m)+88,6 (78,5 m)+78,9 (67,0 m) |

### IJshockey
| Olympiër | Discipline | Resultaat | Prestatie |
| --- | ---------- | --------- | --- |
| Aleksandar Anđelić Miroljub Ðorđević Albin Felc Anton Jože Gale Mirko Holbus Bogo Jan Ivo Jan Marijan Kristan Miran Krmelj Igor Radin Ivo Ratej Viktor Ravnik Boris Renaud Rašid Šemšedinović Franc Smolej Viktor Tišler Vinko Valentar | mannen     | 14e       | kwalificatieronde: 1 - 14 Joegoslavië - Canada B-groep (9e-16e plaats): 2 - 6 Joegoslavië - Oostenrijk 5 - 3 Joegoslavië - Italië 5 - 5 Joegoslavië - Roemenië 6 - 4 Joegoslavië - Japan 4 - 2 Joegoslavië - Hongarije 3 - 9 Joegoslavië - Polen 4 - 8 Joegoslavië - Noorwegen |

Argentinië · Australië · België · Bulgarije · Canada · Chili · Denemarken · Duits eenheidsteam · Finland · Frankrijk · Griekenland · Groot-Brittannië · Hongarije · IJsland · India · Iran · Italië · Japan · Joegoslavië · Libanon · Liechtenstein · Mongolië · Nederland ·  Noord-Korea · Noorwegen · Oostenrijk · Polen · Roemenië · Sovjet-Unie · Spanje · Tsjecho-Slowakije · Turkije · Verenigde Staten · Zuid-Korea · Zweden · Zwitserland